# Entex Adventure Vision
Entex Adventure Vision lub skrótowo Adventure Vision – przenośna konsola gier wideo drugiej generacji wyprodukowana przez firmę Entex w 1982 roku.

## Dane techniczne
Gry kontrolowane są za pomocą pojedynczego joysticka, i zestawu czterech przycisków, przyciski znajdują się z lewej i prawej strony od joysticka, aby umożliwić grę osobom lewo i praworęcznym.
Konsola nie korzysta, z ekranu LCD lub zewnętrznych monitorów, do wyświetlania obrazu służą diody LED ustawione w czterdziestu rzędach, dając rozdzielczość 153 x 40 pikseli, kolejną konsolą, która używa podobnej technologii jest Virtual Boy.
Technologia wykorzystana w Entex Adventure Vision, wymagała dużej ilości energii, stąd też potrzebowała, aż czterech baterii D. Do zasilania konsoli można było użyć także zasilacza A/C.
Na górze konsoli, znajdują się specjalne półki, w których można składować kartridże.

### Specyfikacja
- CPU: Intel 8048 733 kHz
- Dźwięk: National Semiconductor COP411L 52.6 kHz
- RAM: 64 bajtów, 1 kb
- ROM: 1 kb, 512 bajtów, 4 kb (kartridż)
- Kontroler: cztero-kierunkowy joystick, dwa zestawy 4 przycisków, po obu stronach joysticka
- Rozdzielczość: 150x40 pikseli
- Paleta barw: monochromatyczna
- Zasilanie: 4 baterie D lub zasilacz A/C

## Gry
Firma Entex, wydała cztery poniższe gry na tę konsolę:
- Defender - bazująca na grze automatowej, o tym samym tytule
- Super Cobra - bazująca na grze Konami, o tym samym tytule
- Turtles - gra przypominająca Pac Mana, bazuje na grze Konami, o tym samym tytule
- Space Force - gra przypominająca Asteroids, bazuje na grze Venture Line o tym samym tytule

W 2013 roku firma MEGA stworzyła na Entex Adventure Vision grę homebrew o nazwie Code Red.